# 大爪长尾鼩鼱
大爪长尾鼩鼱（学名：Sorex radulus）为鼩鼱科鼩鼱属的动物。在中国大陆，分布于云南（云龙）等地。该物种的模式产地在印度阿萨姆米什米山。